# Offensive du lac Tchad (2015)
Insurrection de Boko Haram
L'offensive du lac Tchad a lieu en juillet 2015 lors de l'insurrection de Boko Haram.

## Déroulement
Au milieu du mois de juillet 2015, l'armée tchadienne lance une offensive contre Boko Haram dans la zone du Lac Tchad. Les villages insulaires de Koungya, Merikouta, Choua et Blarigui sont les premiers visés dans ces opérations. Les Tchadiens font également évacuer la population civile vivant sur les îles du lac. À la fin du mois, 90 % de la population aurait été évacuée et un millier de militaires déployés dans la zone.
Le 25 juillet, les forces de l'État islamique commencent à harceler des positions de l'armée tchadienne aux villages de Medi, Blarigi et sur l'île de Fitiné. À  Midi Koutou, un soldat tchadien est tué et les djihadistes laissent au moins 6 morts et 15 blessés, ils se replient en emportant avec eux au moins une trentaine de femmes et d'enfants,. Le 27 juillet, une de leurs colonnes est interceptée à 20 kilomètres au sud-est de Baga Sola, les affrontements durent jusque dans la soirée. Selon Celia Guillon, journaliste de Libération, ces combats font 13 morts chez les insurgés et 3 du côté des militaires.
Le 31 juillet, l'armée tchadienne affirme avoir tué 117 djihadistes contre deux morts et deux blessés dans ses rangs en deux semaines de combats. Elle affirme également avoir détruit plusieurs embarcations et saisi une grande quantité d’armes,.
Le 5 août, sept djihadistes sont tués et d'autres blessés sur l'île de Tchoukou Dallah.
Le 9 août, Thomas Gurtner, un des coordinateurs du Bureau de la coordination des affaires humanitaires (OCHA), déclare qu'en deux semaines 80 000 personnes ont fui les îles pour se réfugier sur les côtes tchadiennes du lac, 120 civils ont été enlevés et une soixantaine tués.